# راین-ارفت-کرایس
راین-ارفت-کرایس (به آلمانی: Rhein-Erft-Kreis) یک district of North Rhine-Westphalia در آلمان است که در کلن واقع شده‌است.

## خصوصیات
راین-ارفت-کرایس ۴۵۵٬۴۸۷ نفر جمعیت دارد.